# Борозни Слейпніра
Бо́розни Сле́йпніра (англ. Sleipnir Fossae) — борозни на Плутоні, розташовані біля області Томбо вздовж гряди Пандемоніуму. Борозни завдовжки близько 508 км. Їх названо 8 серпня 2017 року МАСом на честь Слейпніра – восьминогого Одінового коня. 

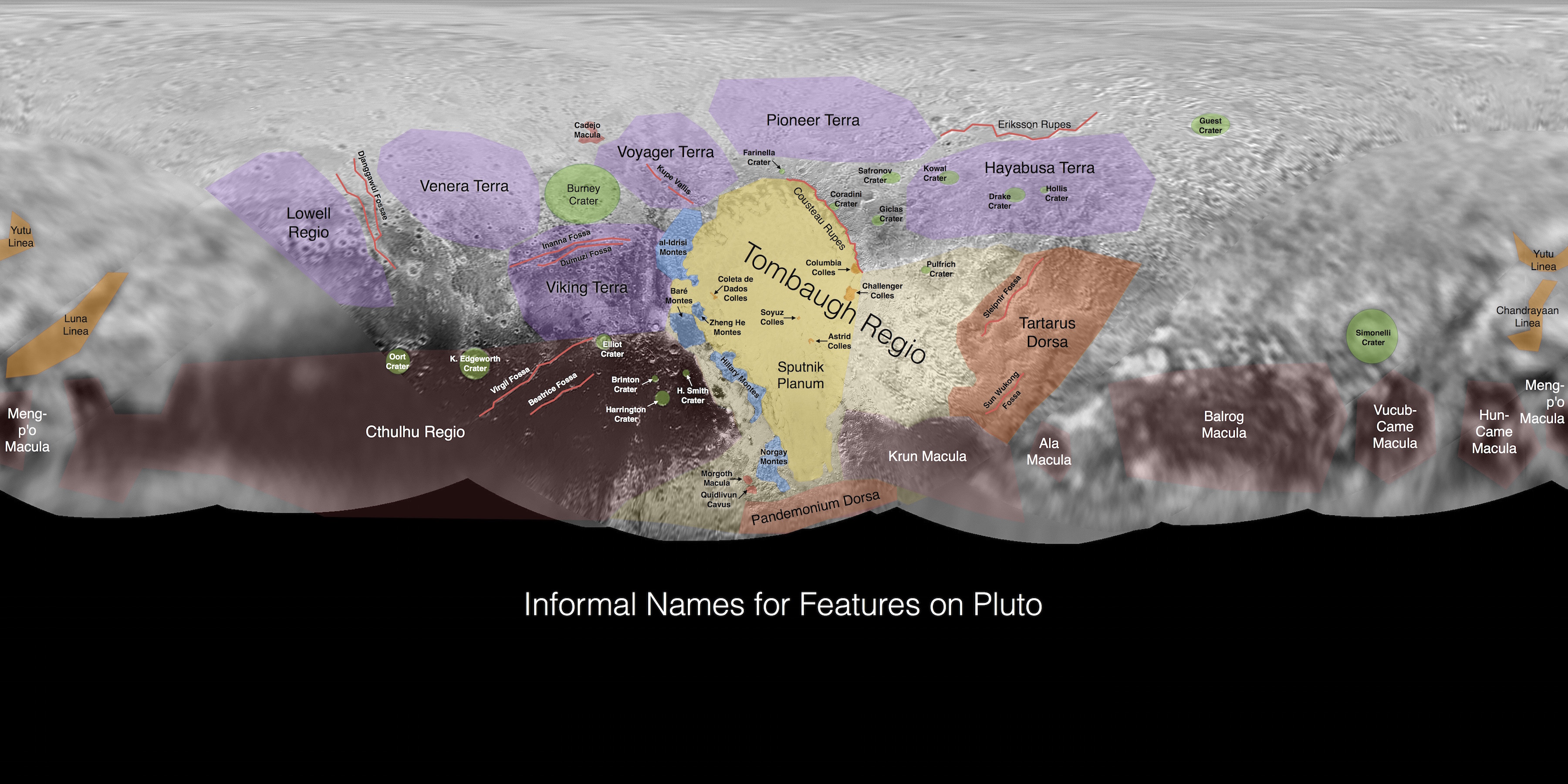
Мапа Плутона.